# Nevetlenfalui Aranykalász Dal- és Néptáncegyüttes
A Nevetlenfalui Aranykalász Dal- és Táncegyüttes 1987-ben alakult dalolni, táncolni szerető emberekből, kik azt vallották: minden népnek, nemzetnek a saját népzenéje, néptánca, második anyanyelve vagy egyenlő az anyanyelvvel, ápolni, gondozni kötelességünk.

## Előzmények
A kórus 1967-ben alakul meg öt község – Batár, Akli, Aklitanya, Aklihegy és Nevetlenfalu lakosainak összefogásából. A 70 tagú énekkar elsősorban kolhozistákból és falusi értelmiségből állt, akik munka után hetente kétszer látogatták a próbákat.
1970-ben a nevetlenfalui kultúrház élére új igazgatókén Kosztya Margit kerül, aki immár hosszú évtizedek óta szívén viseli a tiszántúli falvak magyar népi hagyományainak ápolását, a magyar kultúra megőrzését és továbbvitelét. Még ebben az évben új művészeti vezető kerül a művelődési házba Lehotai Katalin személyében, aki az ungvári zeneművészeti szakiskola karmesteri szakán végzett, így szakemberként állt a vegyeskórus élén. 70-ről 33-ra csökkentette a létszámot, és csak azok maradtak, akik nemcsak szerettek, hanem tudtak is énekelni. Több magyar népdalfeldolgozással bővítette a műsort. Még abban az évben 12 tagú tánccsoport alakul Kosztya Margit vezetésével. Magyar néptáncokat tanít be, a megfelelő színpadi ruhákat a helyi kolhoz varratja.
1982-ben ismét változás történt a kulturális berkeken belül. Kosztya Margit a Komszomol Kolhoz kultúr-tömegmunkáért felelős elnökhelyettese lett. Azzal a céllal változtatott munkahelyet, hogy megvalósítsa nagy álmát: egyesíteni akarta a vegyeskórust és a tánccsoportot.
1985-ben a gazdaság élére Engi Gábor került, aki előzőleg párttitkárként tevékenykedett a szomszédos Határőr Kolhozban. Ő is úgy látta, a környező falvak hagyományait csak úgy őrizhetik meg, ha kigazdálkodják a pénzt egy önálló dal- és táncegyüttes létrehozására.
1986 októberében meg is alakul, amelyet egy 10 tagú zenekar kísér Huszti József vezetésével. Utóbbiakat a beregszászi gyermek-zeneiskolából szerződteti a kolhoz szakszervezete. Érdekes megemlíteni, hogy akkor a zenekar tagjainak 20, a vezetőnek pedig 60 rubelben állapították meg a bérét.

## Névválasztás
1987-ben valakinek eszébe jutott, hogy az együttesnek nincs neve. Ekkor jött az ötlet, hogy mivel a formáció életre hozása a Komszomol Kolhoznak köszönhető, amely élen járt a szemesek termelésében és a tagok zöme is mezőgazdasági dolgozó, legyen Aranykalász Dal- és Táncegyüttes a neve. A döntést egyhangúlag elfogadták. A kolhoz első embere a gazdaság tiszta jövedelmének 3%-át fordította a hagyományőrző együttes működtetésére.
Elkezdődött a vetélkedés a kárpátaljai magyar gazdaságok művészeti együttesei között. A megyei szemléken a mezővári, csepei, nagypaládi, tiszapéterfalvai és más műkedvelő csoportok mellett a nevetlenfalviak is kitettek magukért.

## Első külföldi fellépés
1988-ban megérkezett az első külföldi fellépésre szóló meghívás.
Fehérgyarmat és Szatmárcseke után a romániai Szentegyháza és Kökényesd, majd egy észtországi út következett Tallinnba.

## A rendszerváltás után
Ukrajna függetlenné válásának első évfordulóján a kijevi kultúrpalotában rendezett ünnepségen Kárpátalja magyarságát az Aranykalász Dal- és Táncegyüttes képviseli. Az 1991-es év 28 koncertet és fellépést hozott az együttes életébe. Még abban az évben megkapják a Kiváló Népi Együttes címet is.
1991-től új vezetővel dolgozott tovább az énekkar és a zenekar. Az énekkart Király Kálmán, a Chișinăui Konzervatórium friss diplomás, tehetséges, fiatal karnagya vezette tovább. A zenekart a Beregszászi Zeneiskola tapasztalt tanára, Kunák László vezette. A mezőgazdasági nagyüzem nevesítette vagyonát. Földet kaptak az együttes tagjai is. Egyre kevesebb lett a szabadidő, megszűnt az anyagi támogatás.
1996-ban volt az énekkar utolsó külföldi vendégszereplése ebben a felállásban. 1997-ben még itthon volt néhány közös fellépés és 1997 őszén az énekkar felbomlott. Az utódgazdaság a Nevetlenfalui Kft. még 2002-ig finanszírozta a tánccsoport és a kísérőzenekar utaztatásait.
2003-tól már csak a tánccsoport működik mind a mai napig. A zenei kíséret már csak felvételről szól. A színvonalat a tánccsoport megtartotta, a népi címet folyamatosan megvédte.
Az együttes háza táján mindig gondosan ügyeltek az utánpótlás-nevelésre. Különböző korú csoportokban foglalkoztak a gyerekekkel és fiatalokkal, így az együttesnek mindig volt utánpótlása.
A nevetlenfalui művészeti együttes így érte el megalakulásának 20. évfordulóját, amelyet 2007-ben, koncert keretében ünnepelt.

## Napjainkban
A Nevetlenfalui Községi Tanács döntése értelmében a mindenkori éves költségvetésből elkülönítenek egy részt az együttes fennmaradásának megőrzése érdekében. A próbák a Községházán folynak, és hosszú kihagyást követően 2012-ben ismét vendégszereplésre hívják meg a megfiatalodott, szerkezetileg igencsak átalakult együttest Magyarországra.
Mivel nem szerveződött fiatal vegyes-kórus, talán ezért alakult meg a Nevetlenfalui Arany Alkony Nyugdíjasklub, az egykori Aranykalász oszlopos tagjaiból. Jelenleg 18 tagból áll a néptáncegyüttes. Koreográfus Fudella Ivett. A népi zenekar 5 tagot foglal magában. Vezetője Török Sándor.
A Nevetlenfaluhoz tartozó települések: Akli, Akli Hegy, Új Akli és Batár. Ezen kis régiók kultúrház Igazgatói: Akli (Csetneki Ferenc), Batár (Fudella Ivett), Új Akli (Török Sándor), Nevetlenfalu (Máté János).

## Fellépéskronológia
1987:
- Csepe, Tiszapéterfalva, Nagypalád, Mezővári – baráti vendégszereplések.

1988:
- Szatmárcseke (Magyarország) – Kölcsey Ferenc halálának 150. évf. alkalmából megrendezett országos emlékünnepség.
- Tiszabecs (Magyarország) – baráti vendégszereplés.
- A "Komszomol" kolhoz 40 éves népünnepély az Aklihegyen.

1989:
- Mezőkeresztes (Magyarország) – baráti vendégszereplés.
- Fehérgyarmat (Magyarország) – baráti vendégszereplés.
- Nagyszőlős – járási "Arany Ősz" népünnepély.

1990:
- Kökényesd (Románia) – baráti vendégszereplés.
- Glibake (Csernyivci megye) – országos nemzetiségi folklórfesztivál.
- Ungvár – népi tehetségek fesztiválja.
- Szentegyáza, Homoródalmás, Zetelaka (Románia) – baráti vendégszereplés.

1991:
- Beregszász – műkedvelő csoportok seregszemléje – megkaptuk a népi címet.
- Ököritófülpös (Magyarország) – baráti vendégszereplés.
- Salánk – Mikes-napok.
- Szentegyháza (Románia) – Nárcisz-fesztivál.
- Gyertyóagyfalu, Farkaslaka (Románia) – baráti vendégszereplés.
- Kijev – Ukrajna függetlenségének I. évfordulója, országos koncert, központi TV élő adása a Kultúrpalotából.

1992:
- Visk (Huszti járás) – IV. Kárpátaljai Magyar Folklórfesztivál.
- Tarpa (Magyarország) – népzenei együttesek fesztiválja.
- Ungvár – ünnepi koncert Ukrajna függetlenségének II. évfordulója.
- Ipolyszakállas (Szlovákia) – baráti vendégszereplés.
- Fehérgyarmat (Magyarország) – baráti vendégszereplés.
- Tallin, Tartu (Észtország) – egyhetes ünnepségsorozat a finn-ugor napok keretében.
- Ungvári TV stúdiófelvétel.

1993:
- Beregszász – V. Kárpátaljai Magyar Folklórfesztivál.
- Szolyva – nemzetiségi folklórfesztivál.
- Bogdán (Románia) – nemzetiségi néptánc találkozó.
- Csorna (Magyarország) – baráti vendégszereplés.
- Budapest (Magyarország) – baráti vendégszereplés.
- Beregszász – "Ki mit tud?" vetélkedő sorozat.

1994:
- Szolyva – területi nemzetiségi folklórfesztivál.
- Pécs (Magyarország) – határon túli magyarok fesztiválja.
- Bicsérd (Magyarország) – baráti vendégszereplés.
- Tiszapéterfalva – I. Kárpátaljai Magyar Népzene és Néptánc Tábor.

1995:
- Kökényesd, Halmi, Túrterebes (Románia) – baráti vendégszereplés.
- Fehérgyarmat (Magyarország) – baráti vendégszereplés.
- Nagyszőlős – műkedvelő csoportok seregszemléje – megkaptuk a népi címet.
- Nagyszőlős – "Arany Ősz".

1996:
- Mezőkövesd (Magyarország) – IX. Matyóföldi Nemzetközi Néptánc Fesztivál.
- Budapest (Magyarország) – európai idősek művészeti fesztiválja.
- Kóka (Magyarország) – baráti vendégszereplés.
- Napkor (Magyarország) – baráti vendégszereplés.

1997:
- Nagybereg – IX. Kárpátaljai magyar folklórfesztivál.
- Mezőkövesd (Magyarország) – X. Matyóföldi Népzenei Néptánc Fesztivál.
- Nagyszőlős – "Arany Ősz".

1998:
- Palágykomoróc – "Ki mit tud?" vetélkedő.
- Szürte – X. Kárpátaljai Magyar Folklórfesztivál.
- Kiskapus (Románia) – baráti vendégszereplés.

1999:
- Ungvár – területi seregszemle.
- Kijev – Ukrajna függetlenségének IX. évfordulója – ünnepi nagykoncert a Kultúrpalotában, élő TV közvetítés.
- Nagyszőlős – járási seregszemle – megkaptuk a népi címet.
- Nyíregyháza (Magyarország) – Nyírségi Őszfesztivál.
- Tokaj (Magyarország) – baráti vendégszereplés.
- Palágykomoróc -"Ki mit tud?" vetélkedő.
- Tiszaújlak – Turul-ünnepség.

2000:
- Beregszász – vendégszereplés.
- Nagyszőlős – "Arany Ősz".
- Tiszaújlak – Turul-ünnepség.
- Nagyszőlős – műkedvelő csoportok seregszemléje.

2001:
- Dercen – XIII. Kárpátaljai Magyar Folklórfesztivál.
- Nagyszőlős – "Arany Ősz".

2002:
- Ungvár – "Népi tehetségek" – megyei folklórfesztivál.
- Szürte – falunap.
- Tiszamogyoród – (Magyarország) – falunap.
- Nagyszőlős – "Arany Ősz".

2003:
- Nagyszőlős – műkedvelő csoportok seregszemléje – megkaptuk a népi címet.
- Aknaszlatina – "Sóstói melódiák" – megyei nemzetiségi folklórfesztivál.
- Nevetlenfalu – falunap.
- Nagyszőlős – "Arany Ősz".

2004:
- Nagyszőlős – győzelem napi ünnepi műsor.
- Nagydobrony – XVI. Kárpátaljai Magyar Folklórfesztivál.
- Eszeny – "Égtájak" (Kárpát-medencei néptánc találkozó).
- Nevetlenfalu – falunap.

2005:
- Nagyszőlős – járási borfesztivál.
- Ungvár – a múzeumok világnapja.
- Mizshirja (Ökörmező) – Nemzetiségi Folklórfesztivál.
- Nevetlenfalu – falunap.

2006:
- Nagyszőlős – győzelem napi ünnepi műsor.
- Nevetlenfalu – falunap.

2007:
- Tiszapéterfalva – KKKTF (Kárpátaljai Kulturális Könnyűzenei Tánc Fesztivál).
- Nagyszőlős – járási borfesztivál.

2008:
- Aklihegy – I. Szilvafesztivál vendégszereplés.
- Tiszapéterfalva – KKKTF (Kárpátaljai Kulturális Könnyűzenei Tánc Fesztivál).
- Pécs (Magyarország) – IV. Magyarok Világtalálkozója.
- Panyola (Magyarország) – vendégszereplés.

2009:
- Szatmárnémeti (Románia) – városnapok.
- Halmi (Románia) – Eperfesztivál.
- Nagyszőlős – járási borfesztivál.
- Aklihegy – Cseresznyefesztivál.

2010:
- Tiszapéterfalva – KKKTF (Kárpátaljai Kulturális Könnyűzenei Tánc Fesztivál).
- Nagyszőlős – járási borfesztivál.
- Aklihegy – Cseresznyefesztivál.
- Nevetlenfalu – falunap.
- Kárpátalja Expressz fogadása (Kárpátalja, Nevetlenfalu).

2011:
- Tiszapéterfalva – KKKTF (Kárpátaljai Kulturális Könnyűzenei Tánc Fesztivál).
- Nagyszőlős – járási borfesztivál.
- Aklihegy – Cseresznyefesztivál.
- Kárpátalja Expressz fogadása (Kárpátalja, Nevetlenfalu).
- Batár – Anyák Napi Koncert.
- Újakli – Fiatalok Napja.

2012:
- Pécs (Magyarország) – Magyar Fiatalok Találkozója.
- Ungvár – városnapok.
- Tiszapéterfalva – KKKTF (Kárpátaljai Kulturális Könnyűzenei Tánc Fesztivál).
- Nagyszőlős – járási borfesztivál.
- Aklihegy – Cseresznyefesztivál.
- Kárpátalja Expressz fogadása (Kárpátalja, Nevetlenfalu).